# مصرف النوران
مصرف النوران (بالإنجليزية: Nuran Bank) هو مصرف تجاري ليبي يعمل وفقًا لأحكام الشريعة الإسلامية. تأسس المصرف كشركة مساهمة ليبية بشراكة بين المصرف الليبي الخارجي وشركة قطر القابضة التابعة لجهاز قطر للاستثمار.

## التاريخ والتأسيس
تم افتتاح مصرف النوران وبدء عملياته رسميًا في 5 نوفمبر 2015، حيث انطلق من فرعه الرئيسي في برج طرابلس. تأسس المصرف برأس مال يبلغ 600 مليون دينار ليبي، مقسم بالتساوي بين الشريكين الليبي والقطري. لاحقًا، تحول المصرف للعمل بشكل كامل كـمصرف إسلامي، بهدف تقديم خدمات ومنتجات متوافقة مع مبادئ الشريعة الإسلامية.

## الإدارة
تتكون حوكمة المصرف من مجلس إدارة وإدارة تنفيذية. يشغل مصطفى محمد السائح منصب المدير التنفيذي للمصرف، ويضم فريق الإدارة التنفيذية مديرين متخصصين في مختلف الإدارات مثل الموارد البشرية والشؤون القانونية والخدمات الإلكترونية.

## وصلات خارجية
- الموقع الرسمي